# 7933 Magritte
7933 Magritte eller 1989 GP4 är en asteroid i huvudbältet som upptäcktes den 3 april 1989 av den belgiske astronomen Eric W. Elst vid La Silla-observatoriet. Den är uppkallad efter den belgiske målaren, René Magritte.
Asteroiden har en diameter på ungefär 3 kilometer och den tillhör asteroidgruppen Vesta.